# Château de Poděbrady
Le château de Poděbrady est un château situé dans la ville homonyme en République tchèque.

## Histoire
Une forteresse en bois se dressait initialement sur le site du château. Le roi Ottokar II la remplace par une construction en pierre qui devient le siège de la seigneurie de Poděbrady.
Le roi Jean Ier de Bohême confie la seigneurie et le château à Hynek de Lichtenburg en 1345. Quand en 1350, la fille de Hynek, Elizabeth se marie avec Boček Ier de Poděbrady (en), le château devint la propriété de la famille Kunštát.
Ensuite l'empereur Charles IV donne le château à Boček en tant que possession héréditaire, Boček prend le titre de Boček de Poděbrady, fondant ainsi la lignée de Poděbrady de la famille Kunštát.
Selon la légende, le roi Georges de Poděbrady, petit-fils de Boček, est né au château. Après sa mort en 1471, le château et la seigneurie de Poděbrady sont  hérités par son plus jeune fils, Henri dont les héritiers transfèrent la propriété du château et la seigneurie du roi Vladislas IV de Bohême en 1495. Les deux sont gagés à plusieurs reprises avant que la charge ne soit remboursée au roi Ferdinand Ier. Le château est resté en la possession de la Couronne de Bohême jusqu'en 1839.
Le château est reconstruit plusieurs fois. Entre 1548 et 1580, il est reconstruit en style Renaissance, d'après les dessins de Giovanni et Ulrico Aostalli et Hans Vienna. Après la guerre de Trente Ans, le château perd la plupart de son importance. En 1723 et 1724, il est reconstruit dans un style baroque, sous la direction de Franz Maximilian Kanka. D'autres modifications sont apportées après 1750. Marie-Thérèse d'Autriche, en sa qualité de reine de Bohême, séjourne au château à plusieurs reprises. Sous son fils Joseph II, le château est la résidence des officiers retraités de l'armée impériale.
En 1839, la couronne vend le château et la seigneurie au banquier viennois  Georg Simon Sina (1783-1856). Par mariage, il passe en la possession des comtes de Ypsilanti en 1884.

## Source
- (en) Cet article est partiellement ou en totalité issu de l’article de Wikipédia en anglais intitulé « Poděbrady Castle » (voir la liste des auteurs).